# إبراهيم عادل شاه الثاني
كان إبراهيم عادل شاه الثاني (1571-12 سبتمبر 1627) ملكًا على سلطنة بيجابور وعضوًا في سلالة عادل شاه. تحت حكمه، مرت السلالة بأعظم فتراتها حيث امتدت حدودها جنوبا حتى ميسور. كان إداريًا وفنانًا وشاعرًا ماهرًا وراعيًا سخيًا للفنون. انتقل إلى المذهب السني للإسلام، لكنه ظل متسامحًا مع الديانات الأخرى، بما في ذلك المسيحية.